# 레인 피닉스
레인 피닉스(Rain Phoenix, 1972년 11월 21일 ~ )는 미국의 배우이다.

## 출연 작품
- 워디 (2015)
- 포에버 (2015)
- 키즈 인 아메리카 (2005)
- Mr. 히치 - 당신을 위한 데이트 코치 (2005)
- 해리와 맥스 (2004)
- 베스트 오브 R.E.M.: 인 뷰 1988-2003 (2003)
- 스트레인저 인사이드 (2001)
- 더 슬리피 타임 갤 (2001)
- 오 (2001)
- 아이 워크 업 어리 더 데이 아이 다이드 (1998)
- 카우걸 블루스 (1993)
- 말광량이 철들이기 (1987)